# Cantonul Bulgnéville
Cantonul Bulgnéville este un canton din arondismentul Neufchâteau, departamentul Vosges, regiunea Lorena, Franța.

## Comune
- Aingeville
- Aulnois
- Auzainvilliers
- Belmont-sur-Vair
- Bulgnéville (reședință)
- Crainvilliers
- Dombrot-sur-Vair
- Gendreville
- Hagnéville-et-Roncourt
- Malaincourt
- Mandres-sur-Vair
- Médonville
- Morville
- Norroy
- Parey-sous-Montfort
- Saint-Ouen-lès-Parey
- Saint-Remimont
- Saulxures-lès-Bulgnéville
- Sauville
- Suriauville
- Urville
- La Vacheresse-et-la-Rouillie
- Vaudoncourt
- Vrécourt